# Gauss (unitat)
El gauss, abreviat G, és la unitat de mesura del sistema CGS d'un camp magnètic B (també conegut com a densitat del flux magnètic i inducció magnètica), deu el seu nom al matemàtic i físic alemany Carl Friedrich Gauss. Un gauss es defineix com un maxwell per centímetre quadrat.
1 gauss = 1 maxwell /cm²

## Unitats de conversió
Segons el sistema CGS alternatiu, el gauss és la unitat de densitat del flux magnètic (B), mentre l'oersted és la unitat de la intensitat del camp magnètic (H). Un tesla és igual a 104 gauss, i un ampere per metre és igual a 4π×10-3 oersted.
Les unitat de flux magnètic (Φ)— que és el producte de la densitat del camp magnètic (B) i l'àrea (A), ex., Φ = BA— són weber (Wb) en el sistema MKS i maxwell (Mx) en el sistema CGS. El factor de conversió és 108, ja que el flux és el producte de la densitat del flux i l'àrea, tenint l'àrea les unitats del quadrat de la distància, 104 (factor de conversió de la densitat del flux) vegades el quadrat de10² (factor de conversió de la distància lineal, ex., centímetres per metre).

## Valors típics
El camp magnètic terrestre és 0.5 gauss, un petit imant de ferro té sobre 100 gauss, un gran electroimant té al voltant de 15.000 gauss i la superfície d'una estrella de neutrons sobre 1012 gauss.